# VEGA (parco tecnologico)

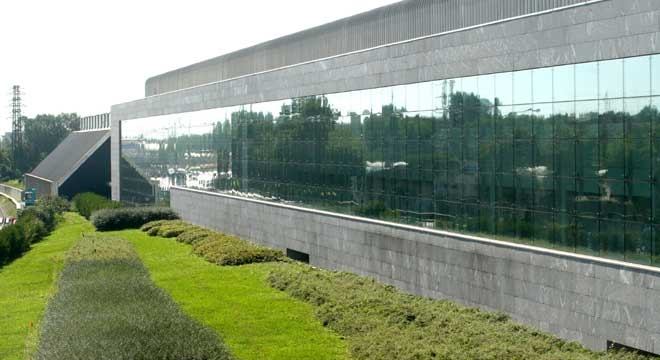
Edificio Pegaso

VEGA, acronimo di VEnice GAteway for Science and Technology, è un parco scientifico tecnologico italiano con sede a Venezia. Il parco ospita aziende innovative e all'avanguardia nelle attività di ricerca e sviluppo tecnologico, operanti principalmente nei settori dell'economia verde e delle tecnologie dell'informazione e comunicazione (ICT). VEGA inoltre collabora con l'Università Ca' Foscari di Venezia, lo IUAV, le filiere produttive del territorio e altri centri di ricerca regionali e nazionali. Dal 2012, VEGA ha istituito VEGAinCUBE, un incubatore d'impresa certificato che ospita 23 startup.

## Storia
VEGA parco scientifico tecnologico fu istituito nel 1993 a Porto Marghera, un'area industriale a 5 km da Venezia. Il distretto dove sorge il Parco era precedentemente occupato dagli stabilimenti produttivi di Enichem Agricoltura, società che ha prodotto fertilizzanti chimici a Porto Marghera fino al 1986. VEGA venne costituita come Società consortile a responsabilità limitata senza fini di lucro da 34 soci, tra i quali figurano tuttora il Comune di Venezia, Veneto Innovation, la Provincia di Venezia, l'Università Ca' Foscari e IUAV. La creazione di VEGA fu possibile anche grazie allo stanziamento di fondi europei assegnati alla Regione Veneto, i quali furono dedicati principalmente alle opere di riconversione e sviluppo di aree industriali in declino.
Nei primi 10 anni di attività, VEGA ha promosso lo sviluppo e la riconversione di un'area di circa 35 ettari, con la costruzione di edifici per circa 35000 m², soprattutto grazie all'accesso a ulteriori fondi strutturali europei. Dalla sua creazione, il Parco Scientifico Tecnologico ha promosso la riconversione industriale dell'area di Porto Marghera, attraendo imprese innovative specializzate principalmente nelle tecnologie sostenibili e nel terziario avanzato.
Nel 2012, fu fondato l'incubatore d'impresa VEGAinCUBE, il quale ricevette il titolo di incubatore certificato nel 2013 dal Ministero dello sviluppo economico. Attualmente la struttura ospita 23 startup che sviluppano prodotti e servizi alto contenuto innovativo.
Dal 2018 è sede del CMCC@Ca'Foscari che è il più grande centro accademico di ricerca sui cambiamenti climatici in Italia, nato dalla partnership strategica tra Università Ca' Foscari e la Fondazione CMCC - Centro Euro-Mediterraneo sui Cambiamenti Climatici.

## Descrizione
VEGA Parco Scientifico Tecnologico attualmente si estende su un'area di 26 ettari e ospita 200 imprese il cui numero di addetti impiegati è di circa 2000 unità. Le aziende insediate nel parco scientifico sono specializzate principalmente nei settori delle tecnologie dell'informazione e della comunicazione (ICT), dell'economia verde, della sostenibilità ambientale, dei beni culturali e del design. VEGA inoltre porta avanti il progetto di incubazione aziendale cominciato nel 2012 con VEGAinCUBE, ospitando 23 startup altamente innovative che operano principalmente nei settori dell'ICT e dell'economia verde. Alle società insediate, VEGA offre servizi di consulenza manageriale e finanziaria, supporto nella ricerca di partner progettuali, strutture di ricerca e laboratori.
VEGA appartiene alla comunità dell'Associazione italiana dei Parchi Scientifici Tecnologici (APSTI) e mantiene rapporti di cooperazione con i principali enti di ricerca del territorio e nazionali, con gli istituti di credito e con le università, in particolare con l'Università Ca'Foscari di Venezia e lo IUAV.

## Galleria d'immagini

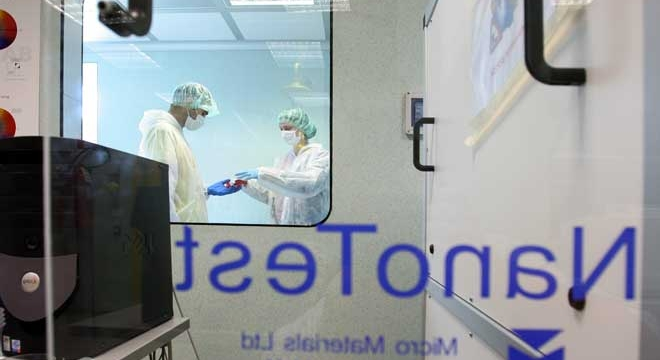
Nanofab - Centro di eccellenza di VEGA
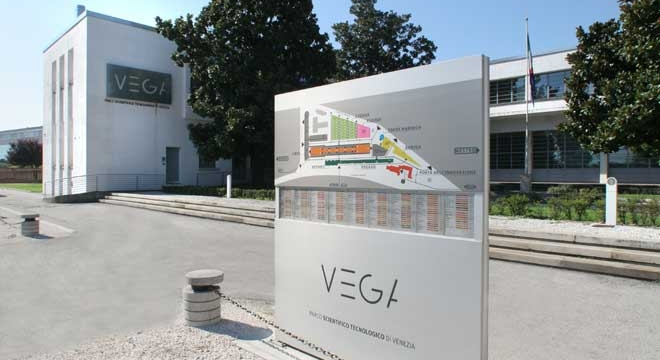
Edificio Porta Innovazione
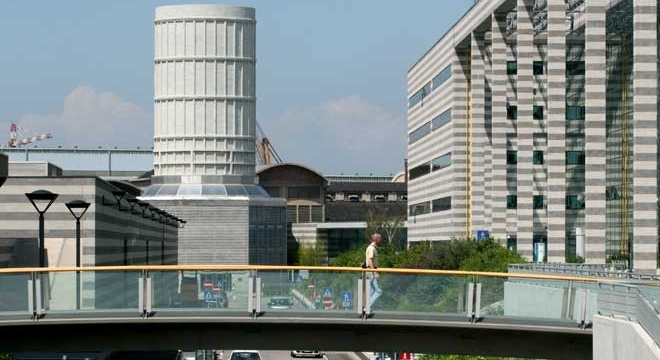
Panoramica
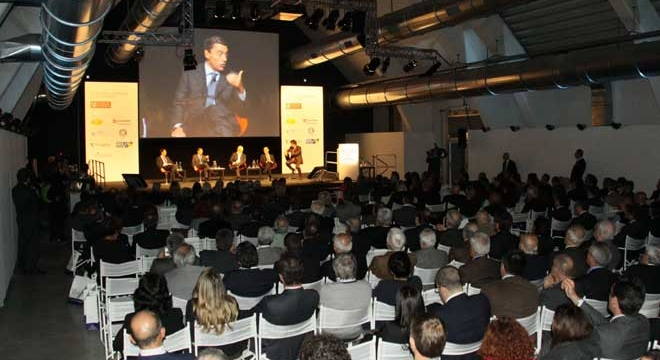
Edificio Antares VEGA